# 阆中古城机场
阆中古城机场是位於中国四川省阆中市河溪街道的一座機場。該機場是南充市的第2座机场，四川省第17座机场。

## 歷史
该机场于1992年8月获批建設，1994年正式開工。  該機場一度因资金短缺而停工。 
2020年，阆中古城机场恢复建设。 2023年6月完工，12月17日正式通航。

## 設施
机场跑道长2600米、宽45米。机场航站楼面积7200平方米，登机廊桥2座。

## 航点
‌2025年度夏秋航班计划（3月30日至10月25日），机场运营航线4条，通航城市4个。
| 航空公司       | 目的地          |
| -------------- | --------------- |
| 海南航空（HU） | 北京/首都       |
| 金鹏航空（Y8） | 上海/浦东、深圳 |
| 南方航空（CZ） | 广州            |